# Евальд фон Кляйст
Па́уль Лю́двіг Е́вальд фон Кляйст (нім. Paul Ludwig Ewald von Kleist; нар. 8 серпня 1881, Браунфельс, Гессен — пом. 13 листопада 1954, Владимирський централ, Владимир) — німецький воєначальник часів Третього Рейху, генерал-фельдмаршал (1943) Вермахту. Кавалер Лицарського хреста з Дубовим листям та Мечами (1944). Командував танковими об'єднаннями у Європейських кампаніях та під час війни з Радянським Союзом.

## Біографія

### Ранні роки
Евальд Пауль Людвіг фон Кляйст народився 8 серпня 1881 року в місті Браунфельс (Велике герцогство Гессен) в аристократичній прусській сім'ї Кляйстів, близької до родини Гінденбургів, військова професія вважалася родинною традицією. Серед його предків було багато генералів й три фельдмаршали, один з них, фельдмаршал граф Фрідріх фон Кляйст був героєм Визвольної війни німецького народу й бився проти Наполеона. Тридцять один представник серед його предків був кавалером найвищої військової прусської нагороди «За заслуги». Одним з його далеких родичів був німецький драматург, поет та прозаїк Генріх фон Кляйст. Батько Евальда фон Кляйста Кристоф Альбрехт Август Гуго фон Кляйст був доктором філософії й викладав математику в приватній школі.
У березні 1900 року Евальд фон Кляйст як фанен-юнкер був прийнятий на військову службу до кінного полку польової артилерії, а вже в 18 серпня 1901 він отримав перше офіцерське звання лейтенанта. У 1907 став полковим ад'ютантом. Після закінчення кавалерійської школи в Ганновері (1908–1909), у 1910 отримав звання обер-лейтенанта, згодом поступив на навчання у військову академію в Берліні, де він почав навчатися на офіцера Генерального штабу. У тому ж році в Ганновері він одружився з Гізеллою Вахтель (нім. Gizella Vahtel).
У 1912 року фон Кляйст закінчив Військову академію і продовжив службу в 14-му гусарському полку в Касселі. Незадовго до початку Першої світової війни отримав звання ротмістра й призначений на посаду командира ескадрону 1-го гусарського полку.

### Перша світова війна
З початком Першої світової війни ротмістр Евальд фон Кляйст, на той час командир ескадрону гусар, був відправлений на Східний фронт, де він провів наступні чотири роки. У битві під Танненбергом, яка проходила з 17 серпня по 2 вересня 1914 року, він брав активну участь на чолі свого підрозділу. На початку битви російській армії вдалося просунутися на територію Східної Пруссії, але пізніше ситуація змінилася і росіяни відступили, зазнавши великих втрат (близько 92 000 потрапило до полону і 50 000 вбитих й поранених солдатів). У жовтні 1914 нагороджений Залізним хрестом 2-го класу, у січні 1915 — 1-го класу.
Військова кар'єра
- 13 березня 1900 — фанен-юнкер
- 18 жовтня 1900 — фенріх
- 18 серпня 1901 — лейтенант
- 27 січня 1910 — оберлейтенант
- 22 березня 1914 — ротмістр
- 1 липня 1921 — майор
- 1 грудня 1926 — оберстлейтенант
- 1 жовтня 1929 — оберст
- 1 жовтня 1932 — генерал-майор
- 1 жовтня 1933 — генерал-лейтенант
- 1 серпня 1936 — генерал кавалерії
- 19 липня 1940 — генерал-полковник
- 1 лютого 1943 — генерал-фельдмаршал

З 17 жовтня 1915 офіцер Генерального штабу при 85-й піхотній дивізії (1915), з 1 січня 1916 ад'ютант командира бригади, а в липні того ж року він став ад'ютантом командира дивізії. Наприкінці 1916 був переведений на посаду офіцера артилерійсько-технічної служби штабу 17-го армійського корпусу (1916), начальник штабу гвардійської кавалерійської дивізії (1917).
Після виходу Росії з війни його дивізія була перекинута на Західний фронт (1918), де Кляйст брав участь у битві на Реймсі, в Шампані і на річці Маас. Війну Кляйст закінчив офіцером Генерального штабу при 225-й піхотній дивізії.

### Служба в Рейхсвері
Після підписання перемир'я у 1919, Кляйст короткий час служив під командуванням полковника Ф. фон Епп в «Добровольчому корпусі», у складі якого брав участь в придушенні революції в Німеччині. Після демобілізації старої армії був залишений служити в рейхсвері, отримав посаду начальника штабу кавалерійської дивізії (1919). Потім служив в 13-му кавалерійському полку, майор (1922). З 1923 року викладач кавалерійського училища в Ганновері, оберст-лейтенант (1926). 1927 року призначений начальником штабу 2-ї кавалерійської дивізії (Бреслау), а в 1928 році — начальником штабу 3-ї піхотної дивізії й одночасно начальником штабу 3-го військового округу (Берлін), оберст (1929). 1931 року став командиром елітного 9-го піхотного полку (Потсдам).
1 лютого 1932 року змінив генерала Г. фон Рундштедта на посаді командира 2-ї кавалерійської дивізії і був підвищений в генерал-майори.
Евальд фон Кляйст належав до представників старої військової школи й будучи переконаним монархістом, прихід до влади в Німеччині нацистів у січні 1933 року Кляйст зустрів несхвально й надалі ніколи ним не симпатизував, внаслідок чого надалі, попри всі його військові заслуги перед Рейхом, ставлення до нього нацистського керівництва завжди було досить прохолодним. У 1933 отримав чин генерал-лейтенанта. 1 травня 1935 року 2-гу кавалерійську дивізію розформували, а на базі її управління були створені командування 8-го армійського корпусу, до складу якого входили 3 дивізії (8-ма, 18-та та 28-ма пд). Одночасно він був і командувачем 8-го військового округу в Бреслау (Сілезія).
Під час «генеральської чистки» вищого військового командування, а також після справи «Бломберга-Фріча», фон Кляйст 4 лютого 1938 був звільнений у відставку. Півтора року Евальд фон Кляйст жив на фермі в красивому містечку Вайдельбрук поблизу Бреслау.
Але наближалася війна, і хоча нацисти ставилися з антипатією до фон Кляйста, його військові здібності ніколи не були оскаржені Гітлером. Гітлер потребував досвідчених генералів. У серпні 1939 року Кляйст знову призваний на військову службу і призначається командиром 22-го моторизованого корпусу.

### Друга світова війна

#### Польська кампанія
На чолі цього корпусу (у складі 3-х дивізій: танкової, піхотної та гірсько-піхотної), Кляйст брав участь у Польській кампанії 1939 року. Його корпус входив до складу 14-ї армії генерала В. Ліста й діяв в південній частині Польщі. Перші три дні військової кампанії, корпус знаходився в резерві, й лише 4 вересня був посланий в бій. Після розгрому противника та захоплення нафтовидобувного району в районі Львова, Кляйст здійснив стрімкий кидок до р. Бугу, де 16 вересня з'єднався з корпусом генерала Г. Гудеріана, що наступав з півночі. Результатом цього маневру стало стратегічне оточення основних сил польської армії західніше Вісли.
Після розгрому Польщі корпус Кляйста був перекинутий на Західний фронт.

#### Французька кампанія

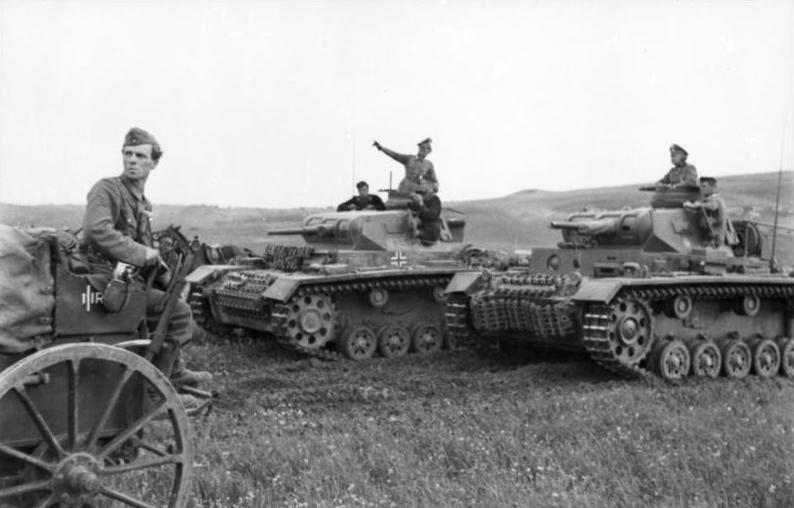
Німецькі танки Panzer III в ході операції «Ауфмарш 25»

Перед початком Французької кампанії на фон Кляйста було покладене дуже важливе завдання. 29 лютого 1940 Гітлер схвалив пропозицію, щодо призначення генерала фон Кляйста на посаду командувача однієї з головних ударних угруповань на Західному фронті — танкової групи («танкова група Кляйста»). До складу його групи входили 41-й моторизований корпус генерала Георга-Ханса Райнхардта (6-та і 8-ї танкові дивізії), 19-й моторизований корпус генерал Гейнца Гудеріана (1-ша, 2-га і 10-та танкові дивізії плюс елітний мотопіхотний полк «Велика Німеччина»), і три моторизовані дивізії з 14-го моторизованого корпусу генерала Густава фон Вітерсгайма. З десяти танкових дивізій готових напасти на Францію, Бельгію та Нідерланди, п'ять були під командуванням фон Кляйста і ще дві знаходилися в резерві.
Й хоча Кляйст не відчував особливої симпатії до танкових частин і завжди віддавав перевагу коню перед танком, й загалом з підозрою дивився на танк ніби на основу концепції «бліцкригу», фон Кляйст став першим командиром «танкової армії» (цей термін офіційно увійшов до вживання лише 1,5 років опісля), а штаб-квартира 22-го корпусу отримала умовну назву «штаб-квартира танкової групи Кляйста».
За планом операції на танкову групу Кляйста покладалося найважливіше завданням всієї кампанії на Західному фронті. За задумом Манштейна «танкова група Кляйста» повинна була після прориву лінії оборони союзників по рубежу річки Маас розгорнути стрімке просування вперед до самого Ла-Маншу, маючи за мету ціль відрізати союзні армії, що знаходилися на півдні від основних сил. У разі успіху, більшість союзних армій опиниться обложеними на північ від Парижа, і результат війни довелося б вважати вирішеним.
План Манштейна передбачав те, що оборонна лінія противника в бельгійських Арденнах була дуже слабка, тому що союзники вважали, що дії танків у великій кількості в цій області неможливі. Замисел операції мав намір зробити прорив ледь прохідної території якомога швидше і досягти річки Маас. На північному фланзі групи Кляйста знаходився 41-й моторизований корпус генерала Райнхардта, в південній частині угруповання 19-й моторизований корпус генералів Гудеріана. 14-й моторизований корпус фон Вітерсгайма залишився в запасі, і він повинен був діяти на вістрі наступу 12-й польової армії генерала Вільгельма Ліста. На додаток до «танкової групи Кляйста» на Західному фронті діяло також інше моторизоване угруповання — 15-й моторизований корпус під командуванням генерала Германа Гота (5-та й 7-ма танкові дивізії), проте за силою була набагато меншою за величезну «танкову групу Кляйста», й мала набагато простіше завдання.
О 18:00 години 9 травня 1940 року «броньовий кулак» фон Кляйста почав рухатися в бік районів, з яких повинен почати наступ. 10 травня 1940 о 4:00 операція за планом «Гельб» розпочалася по всьому кордону між Німеччиною та Нідерландами, Бельгією, Люксембургом і Францією. Винищувачі і бомбардувальники Люфтваффе атакували аеродроми, військові склади і будівлі на глибину до 250 кілометрів від лінії фронту. Танкові та піхотні з'єднання Кляйста, легко ламаючи лінії оборони противника, майже промайнули через Люксембург і легко здолали опір на бельгійському кордоні. Французький кавалерійський корпус, який повинен був в'їхати на територію Бельгії відразу після порушення нейтралітету Бельгії з Німеччиною, не зрушив з місця до пізнього ранку 11 травня. Опір французької армії долався досить повільно. Ввечері першого дня операції передові підрозділи німецької 10-ї танкової дивізії зійшлися в бою з французькими 2-ю кавалерійською та 3-ю колоніальною піхотною дивізіями, і скинули їх у річку Маас.
Здійснивши прорив через Люксембург до Південної Бельгії, його танкові війська вийшли в тил «лінії Мажино», що підірвало її стійкість і дозволило військам генерала В. фон Лееба розпочати прорив цієї сильно укріпленої оборонної смуги з фронту. Після того, як війська Кляйста завдали нищівної поразки французам на р. Маас, 14 травня німці форсували її і розвернули стрімкий наступ до Ла-Маншу.
З їх виходом на узбережжя було завершено утворення «Дюнкеркського котла», у якому опинилися понад 400 тис. французів, англійців і бельгійців.
Після перемоги в Дюнкерку, німецькі війська повернули на південь, щоб закінчити розпочату кампанію. Гудеріану випала честь стати командувачем ударного угруповання, що отримала назву «танкова група Гудеріана», й мала у своєму складі його рідний 19-й моторизований корпус, посилений 39-м моторизованим корпусом генерала Рудольфа Шмідта й 41-м моторизованим корпусом генерала Рейнхарда. На другому етапі кампанії у складі «танкової групи Кляйста» лишилися 14-й (9-та та 10-та танкові, 9-та піхотна, 13-та моторизована дивізія і полк «Гросдойчланд») і 16-й генерала Е.Гьопнер (3-тя та 4-та танкові, 33-тя і 4-та піхотні дивізії) моторизовані корпуси і декілька окремих з'єднань.
Другий етап кампанії розпочався 5 червня 1940 й танкові групи розпочали стрімкий наступ вглиб Франції. Найкращі французькі об'єднання були вже знищені, британський експедиційний корпус відступив на острів. Залишки французької армії швидко впадали в паніку. Коли 22 червня 1940 Франція підписала капітуляцію, 16-й моторизований корпус знаходився в Ліоні й Сент-Етьєні, 14-й моторизований корпус в районі Бордо, зовсім недалеко від кордону з Іспанією.
Вже 15 травня 1940 за успішно проведену кампанію Евальд фон Кляйст був нагороджений Лицарським хрестом за № 15. 19 липня 1940 року за результатами французької кампанії Кляйст отримав чин генерал-полковника. Після короткого перебування у складі окупаційної армії був переведений на схід, де Гітлер готувався до нової військової кампанії на Східному фронті.

#### Балканська кампанія
У листопаді 1940 року фон Кляйст очолив 1-шу танкову групу, яка навесні 1941 року була перекинута на Балкани (до Болгарії) в районі болгарської столиці Софії. Група готувалася до вторгнення у Грецію, але в ніч з 26 до 27 березня пронімецький військовий уряд прем'єр-міністра Югославії Драгіші Цветковича у Белграді був повалений і на його місце прийшов уряд генерала Душана Симовича, колишнього командувача армією Королівства Югославія.
Адольф Гітлер вирішив атакувати швидко, поки Королівство Югославія знаходилося в стані нестабільності.
1-й танковій групі, що знаходилася в оперативному підпорядкуванні командувача 12-ю армією генерал-фельдмаршала В.Ліста, було наказано прорвавши прикордонні рубежі просуватися в напрямку Ниш-Крагуєвац-Белград й, у взаємодії з 2-ю армією генерала М. фон Вейхса, якомога швидше опанувати югославську столицю — Белград. Місцевість в Південній Сербії переважно горбкувата, покрита лісом, й мала не так багато доріг, і ті, які були, як правило, перебували в жалюгідному стані. Крім того, більшість формувань югославської армії була розташована навколо столиці, а це означало, що фон Кляйсту завдання випало не з легких.

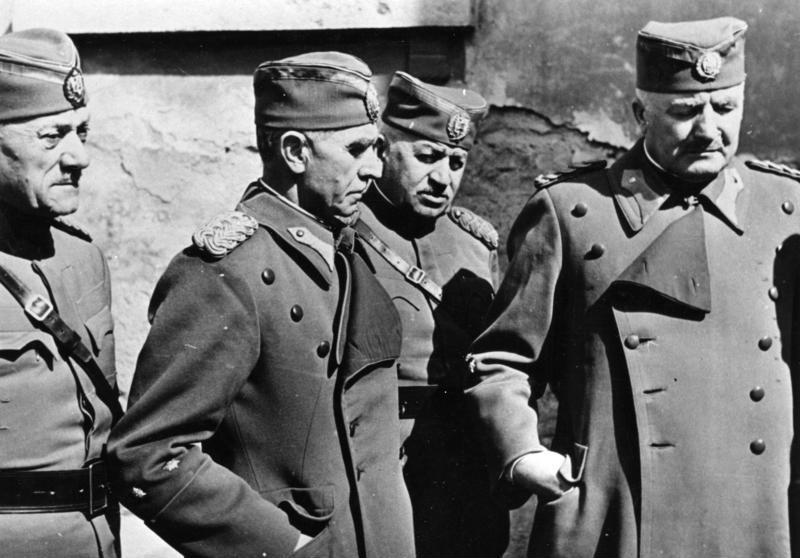
Югославський генералітет після капітуляції перед відправленням до Німеччини

Під його командуванням знаходилося квітня кластерів були 14-й моторизований корпус генерала Густава фон Вітерсгайма (5-та та 11-та танкові, 294-та піхотна та 4-та гірсько-піхотна дивізії) та 11-й армійський корпус генерала Йоахіма фон Корцфляйша (60-та моторизована дивізія і кілька інших формувань).
8 квітня дві танкові дивізії 1-ї танкової групи фон Кляйста вдерлися до Югославії з Болгарії в напрямку на місто Ниш (100 кілометрів від кордону по дорогах). 9 квітня Ниш був узятий німцями. 11-та танкова дивізія пішла на Белград, а 5-та танкова була перенацілена у напрямку на Грецію. 12 квітня німецька 11-та танкова дивізія була за 60 км від Белграда, практично не зустрівши опору з боку двох армій югославської армії, що знаходилися в тому регіоні.
Тим часом і 41-й моторизований корпус вже 11 квітня впритул підійшов до Белграда, не зустрівши практично ніякого опору югославів. Це була рекордно швидка і недокрівна військова операція. Німці за всю Югославську кампанію втратили 151 загиблими, 15 зниклими, 392 пораненими (включаючи небойові втрати). До полону було узято 344 тисячі югославських військовослужбовців.
Після завершення Балканської кампанії вона була в терміновому порядку перекинута до Польщі, де увійшла до складу групи армій «Південь» (генерал-фельдмаршал Г. фон Рундштедт).

### Німецько-радянська війна

#### Операція «Барбаросса»

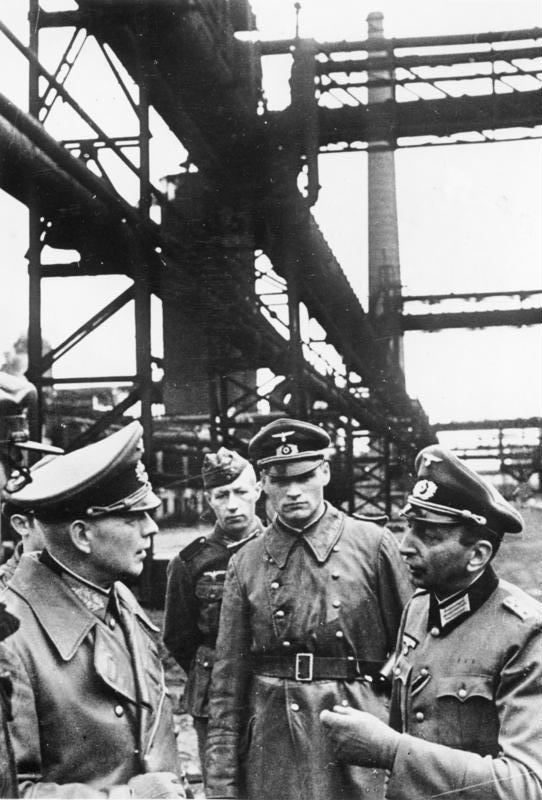
Генерал-полковник Евальд фон Кляйст на Східному фронті. Україна. Листопад 1941

1-ша танкова група фон Кляйста (3-й генерала Е. фон Макензена, 14-й генерала Г. Вітерсгайма і 48-й генерала В. Кемпфа моторизовані корпуси, в цілому 5 танкових, 2 моторизованих й 2 моторизованих СС дивізій) була зосереджена на лівому крилі групи армій «Південь» фельдмаршала Г. фон Рундштедта, разом з 6-ю генерала В.Райхенау та 17-ю генерала К. фон Штюльпнагеля польовими арміями. 1-ша танкова група фон Кляйста мала головне завдання стрімким наступом в напрямку Дніпра в Київській області вийти в район південніше Києва, а потім повернути під прямим кутом на південний схід і продовжувати наступ в напрямку Чорного моря, з метою заволодіння мостами через Дніпро й подальшим виходом до міста Ростов-на-Дону.
22 червня 1941 танкова група фон Кляйста перетнула радянський кордон. Відразу ж після вторгнення на територію Радянського Союзу танкова група брала участь у найбільшій за всю війну танковій битві, що виникла в районі Рівне-Броди-Луцьк, яка завершилася розгромом радянських військ. Після розгрому радянських механізованих корпусів на південній ділянці фронту, 1-ша танкова група прорвала оборону радянських військ по старому державному кордоні й 10 липня, розвиваючи досягнутий успіх, Кляйст зайняв Житомир, а потім його танки повернули на південний схід і в районі Первомайська, попри контратаки на лівому фланзі 26-ї радянської армії, з'єдналися з військами 17-ї армії (генерал К. фон Штюльпнагель), замкнувши кільце оточення навколо великого угруповання Червоної Армії на Правобережній Україні (Уманський котел). До 8 серпня це угрупування радянських військ було ліквідоване, втративши тільки полоненими понад 100 тис. чоловік, у тому числі два командувача арміями. Як трофеї німці захопили тут 317 танків і від 800 до 1100 гармат.
У середині серпня 1941 року 1-ша танкова група форсувала Дніпро в районі Дніпропетровська, створивши загрозу Донбасу, водночас частини 17-ї армії перейшли Дніпро біля Кременчука. 10 вересня Кляйст прийняв Кременчуцький плацдарм у 17-ї армії. На наступний ранок о 9:00 16-та танкова дивізія генерал-лейтенанта Хубе, почавши наступ з плацдарму, прорвала оборону радянської 38-ї армії і розгорнула наступ на північ. За нею у пролом спрямували 9-та та 14-та танкові дивізії. Цей раптовий прорив застав радянське командування зненацька. За перші 12 годин танки Кляйста пройшли 70 км, і о 6:20 14 вересня 1941 поблизу Ромни, за 180 км на схід від Києва, з'єдналися з передовими частинами 3-ї танкової дивізії генерала Моделя зі складу 2-ї танкової групи під командуванням Гудеріана. Таким чином Кляйст і Гудеріан здійснили наймасштабніше оточення за всю історію воєн: у котлі під Києвом опинилося 5 радянських армій. 26 вересня битва завершилася, це угруповання радянських військ (київське угруповання) припинило своє існування. У полон було захоплено 667 000 солдатів і офіцерів Червоної Армії. Було знищено або захоплено 3 718 гармат і 884 броньованих машин (броньовики, танки тощо).
6 жовтня 1941 1-ша танкова група була перетворена на 1-шу танкову армію. Наступного дня в оперативне підпорядкування фон Кляйста надійшла 11-та армія. 1-ша танкова армія рухалася на схід і потім на південь, в обхід частин радянської армії, зайшовши в тил 18-й армії Південного фронту, що загрожувала силам 11-й армії Манштейна зі сходу.
5 жовтня 1-ша дивізія Лейбштандарте-СС «Адольф Гітлер» зі складу армії Кляйста, вийшла до Азовського моря біля Бердянська, узявши, таким чином, в оточення основні сили 18-ї армії, зосереджені в районі смт. Чернігівка. У наслідок битви, що закінчилася 10 жовтня, 18-та армія зазнала важких втрат. У полон потрапило близько 100 тис. чоловік. Командувач армією генерал-лейтенант А. К. Смирнов загинув. Німці також знищили 212 танків і 672 гармат.
Армія Кляйста продовжила рух на схід уздовж узбережжя Азовського моря: 17 жовтня пав Таганрог, а 28 жовтня війська Вермахту вийшли до річки Міус, останньої водної перешкоді перед Ростовом.
Але тут військовий талан, який з самого початку Другої світової війни незмінно супроводжував Кляйста, зрадив йому. Наступило осіннє бездоріжжя і брак пального змусив Кляйста затримати просування. Більш того, бойовий потенціал армії Кляйста був майже вичерпаний, війська без перерви пройшли із запеклими боями усю Україну, більшість танків була або знищена або потребувала ремонту; з числа вантажних автомобілів, які перетнули кордон з початком Східної кампанії, залишилося тільки 30% від загальної чисельності.
Попри це, 17 листопада 1-ша танкова армія, продовжила наступ, маючи на вістрі атаки 1-шу дивізії СС «Адольф Гітлер», яку підтримував 4-й танковий полк 13-ї танкової дивізії. 60-та моторизована та 14-та танкова дивізії обійшли Ростов-на-Дону зі сходу, а 1-ша моторизована дивізія СС і 4-й танковий полк в ніч з 20 листопада увірвалися в місто. Радянське командування намагалося організовано протистояти удару німецьких дивізій, однак, цей контрудар був марним.
Ростов-на-Дону з його півмільйонним населенням та ключовим географічним розташуванням на півдні Радянського Союзу грав роль трампліну для подальшого наступу німців у південному та південно-східному напрямку на Кубань, до нафтових полів Кавказу, Закавказзя і далі до Ірану. Радянське керівництво не бажало залишати це місто в руках німців, що мало таку виключну стратегічну роль. 21 листопада Евальд фон Кляйст попередив командування, що лівий фланг його армії небезпечно оголений, потребував резервів та посилення, проте допомоги від командування не надійшло. Крім того, через ранні морози на Доні раніше звичайного встав лід і 25 листопада радянські війська під командуванням маршала Тимошенко завдали удару з півдня, наступаючи по льоду замерзлої річки.
29 листопада 1941 року його танкові з'єднання, піддавшись потужному контрудару радянських військ і були змушені залишити Ростов. Під натиском противника вони почали поспішний відступ на захід, попри суворий наказ Гітлера, який забороняв навіть найменший відхід. Будучи не в змозі стримати наступ радянських військ, Кляйст звернувся до командувача групою армій «Південь» з проханням дозволити йому відступити до р. Міус. Рундштедт на свою відповідальність дав такий дозвіл, за що відразу ж був зміщений Гітлером з посади. Замінив його генерал-фельдмаршал В. фон Райхенау, яки все ж домігся у фюрера дозволу на відхід 1-ї танкової армії. Таким чином, під Ростовом Кляйст здобув сумнівну славу першого німецького воєначальника, який зазнав поразки у Другій світовій війні. Ростов залишався радянським до липня 1942 року.

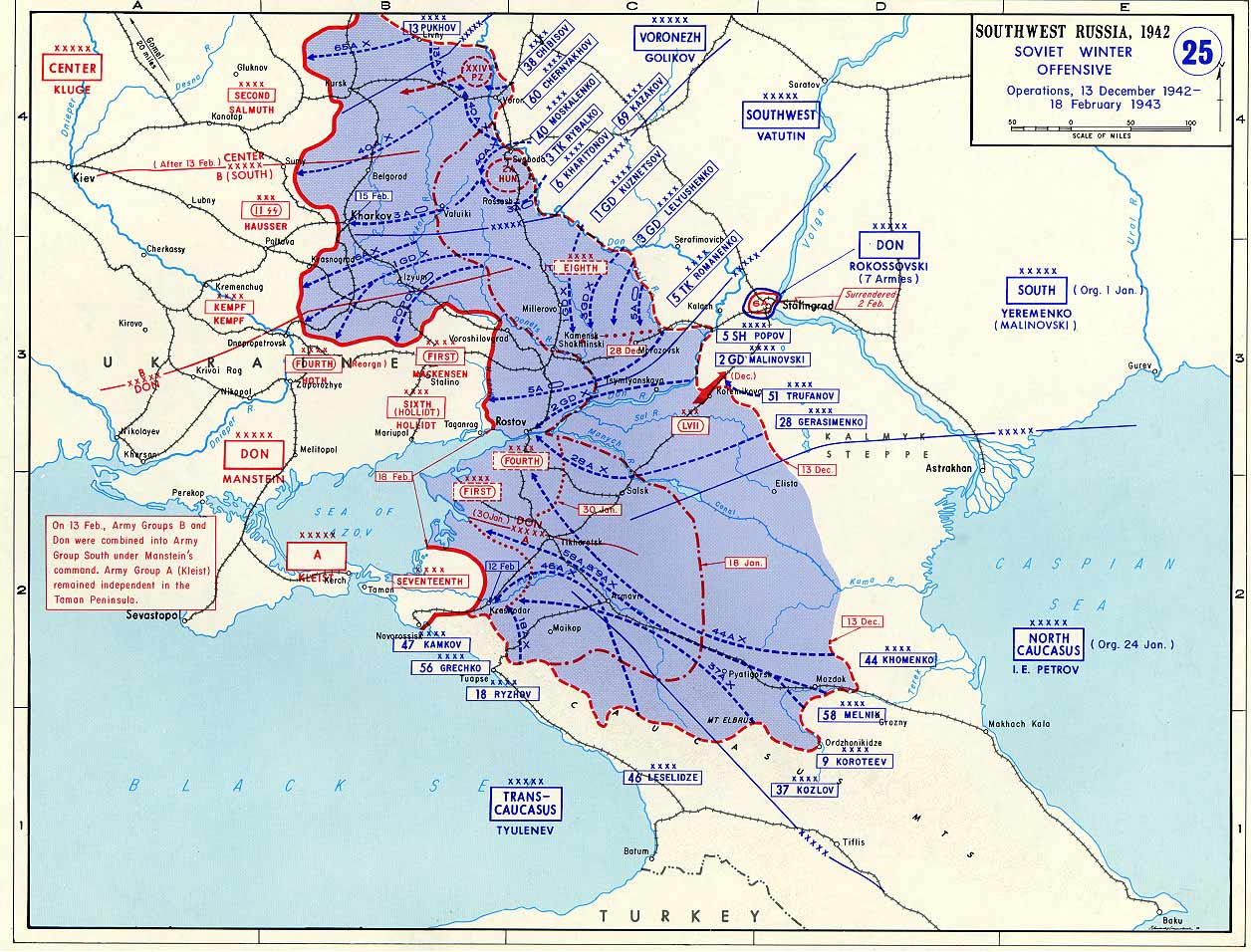
Східний фронт. Зима 1942—1943

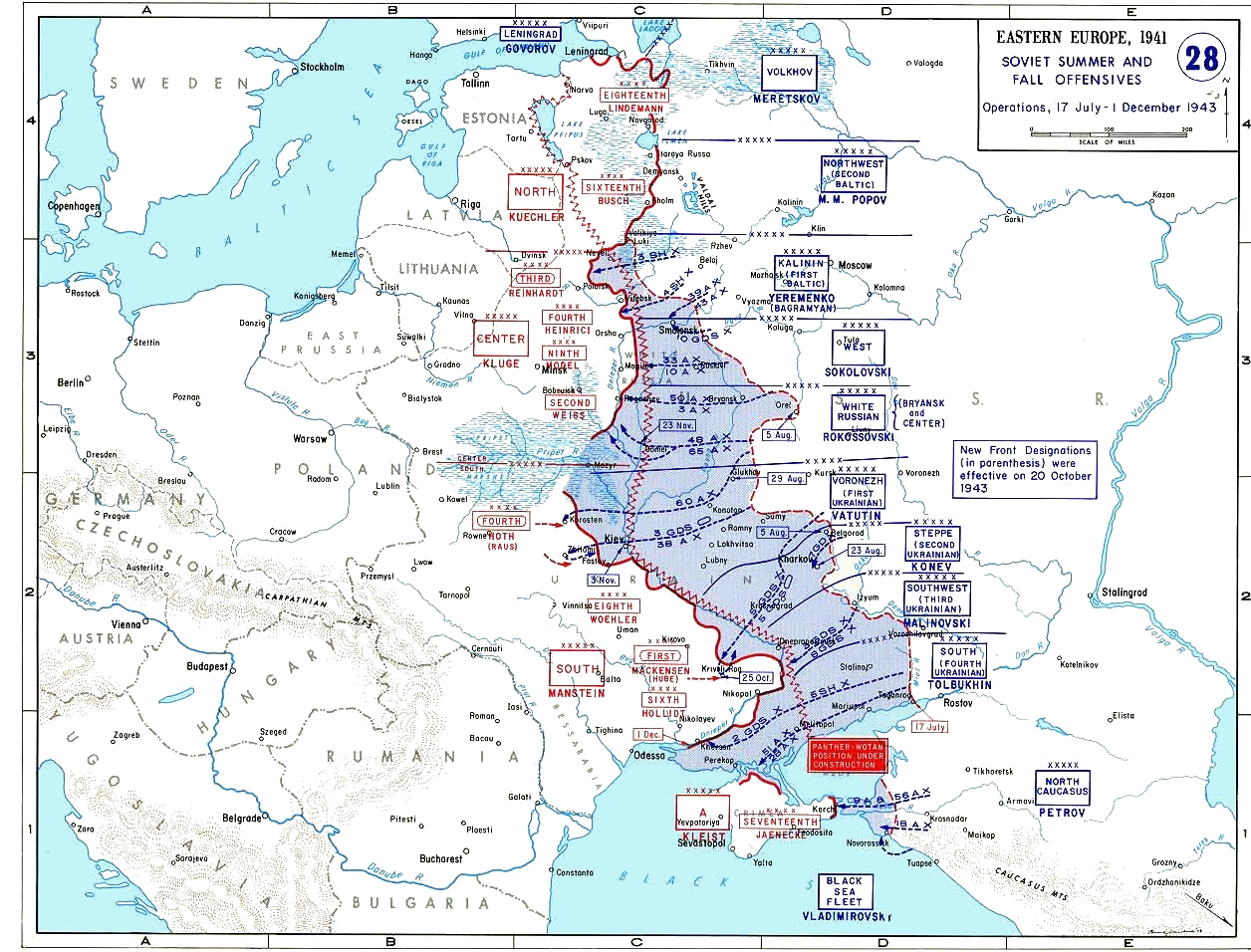
Східний фронт. Наступ радянської армії в липні-грудні 1943

#### 1942
Радянський контрнаступ по всьому радянсько-німецькому фронту взимку 1941/1942 року спровокував відступ майже на всіх фронтах військ Вермахту. Проте, на весну 1942 німецькі війська були вже готові до нової військової кампанії — кампанії 1942 року. Навесні 1942 року Кляйст брав участь в Харківській битві, що завершилася новою великою перемогою німецьких військ. Під час операції «Фрідерікус», яка закінчилася наступним оточенням радянських військ, Кляйст командував групою армій Кляйста у складі 1-ї танкової та 17-ї польової армій. При ліквідації кільця потрапило в полон 239 000 червоноармійців, Червона армія втратила 1 250 танків і 2 026 гармат.
Після завершення операції «Фрідерікус», 1-ша танкова армія була перекинута на південь від Харкова, де увійшла до складу сформованої групи армій «А» фельдмаршала фон Ліста. Танкова армія прикривала лівий фланг 17-ї армії, яка 24 липня 1942 вдруге опанувала Ростов, а потім спрямувала на Північний Кавказ. Група армій «B» фельдмаршала фон Вейхса (колишня група армій «Південь») продовжила наступ на Сталінград, а група армій «A», форсувавши Дон, просувалася в напрямку на гори Кавказу і місто Баку на Каспійському морі з його нафтовими родовищами. 11-та армія Манштейна після повного розгрому радянських військ в Криму й захоплення Севастополя вирушила на північ на посилення військ, що оточили Ленінград.
8 серпня німецькі війська захопили Майкоп і услід за тим вийшли в передгір'я Головного Кавказького хребта. Але тут вони зустріли запеклий опір радянських військ, їх подальше просування застопорилося.
10 вересня 1942 року старий начальник Кляйста командувач групою армій «А» генерал-фельдмаршал Ліст, під командуванням якого він бився в Польщі, Франції і на Балканах, був зміщений зі свого поста й звільнений у відставку. Командування групою армій «А» перебрав на себе особисто Гітлер, залишаючись у себе в штаб-квартирі в Растенбурзі в Східній Пруссії, на відстані понад 2000 кілометрів від лінії фронту. Поточні проблеми на містах вирішувалися начальником штабу групи армій генерал-лейтенантом Г. фон Грейфенбергом. Проте цей жест фюрера до поліпшення обстановки не привів. Більш того, вона продовжувала невблаганно гіршати.

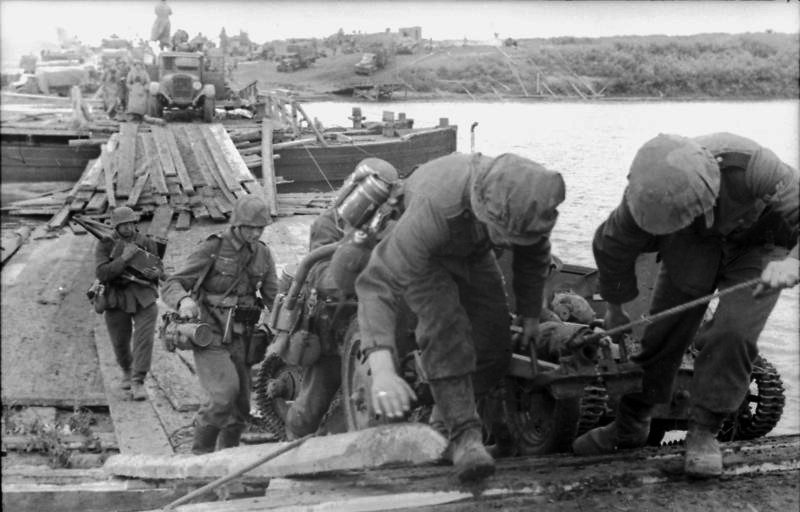
Німецькі війська долають понтонний міст. Червень 1942

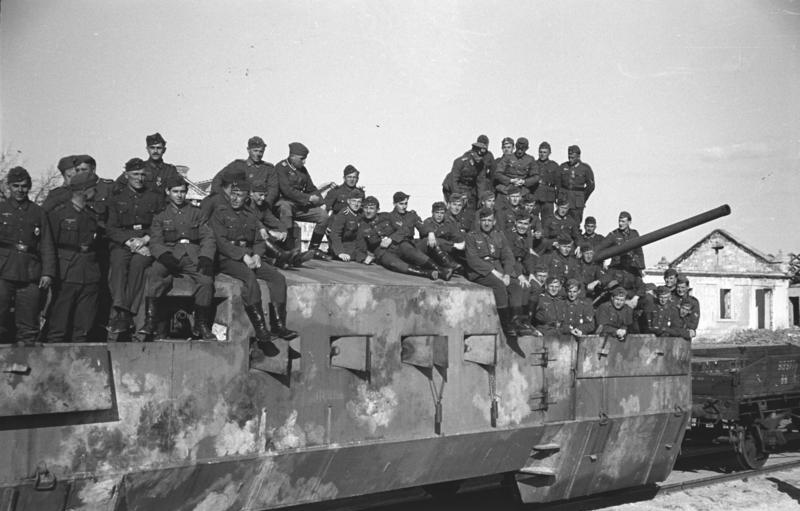
Німецький бронепотяг. Крим. Ялта. 1942

19 листопада 1942 почався потужний контрнаступ Червоної Армії під Сталінградом. Прорваний радянськими військами в багатьох місцях фронт оборони групи армій «В» почав валитися на очах. Ознаки повної катастрофи всього південного крила німецького Східного фронту вже почали набувати реальних обрисів. 22 листопада 1942 року Гітлер призначив на посаду командувача групою армій «А» професіонала — генерала Кляйста. При цьому командування 1-ю танковою армією перейшло до генерала Е. фон Макензена. До складу цієї групи армій тоді входили всього 2 армії — 17-та та 1-ша танкова. У сформованій обстановці новий командувач повинен був вжити термінових заходів з порятунку ввіреного йому угрупування військ.

#### Бої біля Ростова та на Кубані
Після катастрофи, що спіткала Вермахт під Сталінградом, над німецькими військами на Північному Кавказі нависла загроза ізоляції від основних сил німецького Східного фронту і подальшого розгрому. Ситуація, що склалася, поставила Кляйста в дуже небезпечне становище, оскільки Червона армія знаходилася вже дуже близько до Ростова, й він був повинний зробити що-небудь, щоб не дозволити радянським військам оволодіти містом. Як й у 1941 Ростов-на-Дону грав виключну роль для всієї групи армій «А», через нього війська Кляйста були пов'язані з рештою німецької армії на Східному фронті.
До 27 грудня 1942 року, попри усю загрозливість обстановки, Гітлер не дозволяв Кляйсту розпочати відхід військ. Лише, коли начальник штабу сухопутних військ генерал-полковник Курт Цейтцлер переконав фюрера, що Гітлер може втратити групу армій «А» у повному складі, верховний головнокомандувач німецької армії віддав наказ на відступ. Кляйст впорався з поставленим перед ним завданням з великим мистецтвом.
20 січня прорвавши оборону німців під час операції «Малий Сатурн», радянські війська підійшли до Ростова на відстань до 30 кілометрів, але були зупинені останніми резервами 4-ї танкової армії зі складу групи армій «Дон». Протягом наступних трьох тижнів, війська Червоної армії безуспішно намагалися прорватися та відрізати німецькі частини 1-ї танкової армії від головних сил. Деякі формування армії, у тому числі 40-й танковий корпус, вже відходили через лід на Азовському морі. Наприкінці 6 лютого, ар'єргард 1-ї танкової армії, 111-та піхотна дивізія генерал-майора Г. Рекнагеля знищили міст через річку Дон на півдні Ростова, коли передові загони радянських військ намагалися розмінувати його.
Кляйсту вдалося неймовірне, через вузький коридор біля Ростова він вивів з Північного Кавказу 1-шу танкову армію, а війська 17-ї армії генерала Роуффа організовано відвів в пониззя Кубані і забезпечив, щоб армія міцно закріпилася там.
Але зараз перед фон Кляйстом постала дуже серйозна проблема: як утримати Кубань, яка відокремлена від Кримського півострову Керченською протокою. Після виходу 1-ї танкової армії через річку Дон, у розпорядженні командування групи армій «А» залишилося: 17-та армія (німецькі п'ять піхотних та дві гірсько-піхотні дивізії, румунська кавалерійська дивізія, словацька піхотна дивізія та кілька формувань кінноти, що формувалися суто з козаків і громадян Радянського Союзу, що перейшли на бік німців), командування Криму (штаб 42-го армійського корпусу з 1-ю та 4-ю румунськими гірськими дивізіями та німецькою 153-ю резервною дивізією) і частина групи команд (444-та та 454-та дивізії охорони, що мали по два піхотних полки, але були без артилерії). У резерві групи армій залишалася лише одна дивізія — 381-ша навчальна піхотна дивізія.

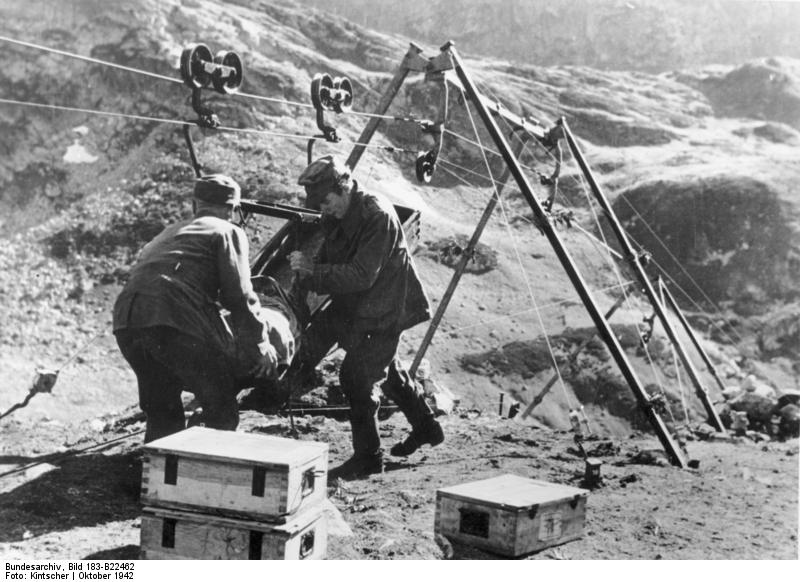
Німецькі єгері влаштовують канатну дорогу. Кавказ. Жовтень 1942

10 січня 1943 року 17-та армія отримала наказ фюрера за будь-яку ціну захищати плацдарм на підступах до Північного Кавказу і поступово залишаючи опорні райони та пункти висунутися на оборонний рубіж, де війська повинні були утворити міцну лінію оборони для утримання Кубані. Знаходячись під постійним тиском з боку 47-ї, 56-ї, 18-ї, 39-ї, 9-ї, 58-ї та 44-ї радянських армій, німці змогли з цим впоратися й незабаром всього за чотири тижні завершити будівництво міцної глибокоешелонованої фортифікаційно-обладнаної лінії оборони на Таманському півострові, що отримала назву «Кубанська» або «Блакитна лінія».
Заслуги Кляйста, який зробив все, щоб не допустити на Північному Кавказі «нового Сталінграда», були очевидні. 31 січня 1943 року Гітлер присвоїв йому військове звання генерал-фельдмаршала.
У період бойових дій на Північному Кавказі Кляйст проводив на окупованій території активну політику залучення на бік німецької армії козацтва та гірських народів Північного Кавказу, в чому досяг певних успіхів. Кляйст за допомогою низки генералів та офіцерів Вермахту був ініціатором формування 162-ї тюркської піхотної дивізії, особовий склад якої комплектувався за рахунок азербайджанців, грузин, вірменів, татар тощо. Неабиякою мірою цьому сприяло досить лояльне ставлення Кляйста до місцевого населення, помірна політика по відношенню до козацтва і гірських народів Кавказу, заборона військам СС проводити каральні операції на підконтрольних йому територіях. Результатом такої поведінки Кляйста стало те, що він зміг залучити на свій бік близько 850 000 людей, що узяли участь в боротьбі проти комуністів. Серед них були карачаївці, кабардинці, чеченці, осетини, інгуші, азербайджанці, калмики, узбеки, проте переважно це були козаки.
У вересні 1943 року домігся у Гітлера дозволу на евакуацію 17-ї армії під командуванням генерал-полковника Ервін Єнеке з Таманського плацдарму до Криму. За 34 дні Кляйст при підтримці військово-морського угруповання евакуювали через протоку до Криму 227 484 німецьких та румунських солдатів, 28 484 військовослужбовців з числа підрозділів, що комплектувалися колишніми радянськими громадянами, 72 899 коней, 21 230 автотранспортних засобів (легкові автомобілі, вантажівки, танки тощо). 9 жовтня 1943 евакуація була завершена, внаслідок чого було врятоване від знищення велике угрупування Вермахту. Виведені з Тамані війська були направлені на оборону Перекопського перешийка.
Але тоді ж у Кляйста почалися серйозні суперечності з Гітлером. Кляйст зажадав від фюрера залишити Крим і евакуювати з півострова німецькі та румунські війська, вважаючи його оборону не тільки безперспективною, а й черговою великою поразкою (що і сталося, але вже після відставки Кляйста). Але Гітлер заборонив Кляйсту про це навіть і думати.

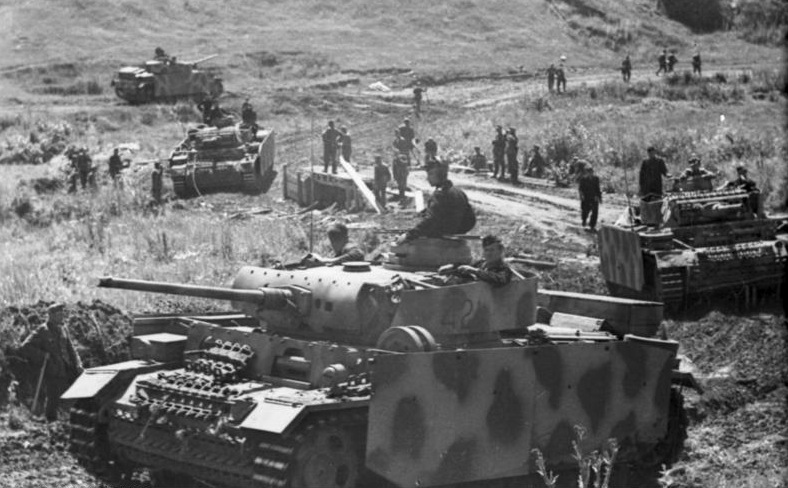
Німецькі танкові війська в боях під Харковом. Червень 1943

#### Бої в Південній Україні
У березні 1944 року, будучи не в силах стримати потужний натиск Червоної армії на межі річки Південного Бугу, командувач групи армій «A» Кляйст віддав своїм військам наказ відходити до Дністра.
Гітлер прийшов в лють від подібного рішення фельдмаршала, який посмів порушити його наказ, але поставлений перед фактом був змушений 27 березня санкціювати рішення Кляйста.
30 березня 1944 особистий літак фюрера «Кондор» приземлився в Тирасполі, де розміщувався штаб групи армій «А», щоб забрати її командувача, терміново викликаного до Ставки фюрера. Потім літак вилетів до Львова, де зібрав командувача групою армій «Південь» фон Манштейна. Увечері того ж дня Гітлер прийняв Кляйста з Манштейном, нагородив їх мечами до Лицарського хреста, а потім тут же зняв обох з посади командувачів групами армій та звільнив у відставку.
Обґрунтовуючи своє настільки круте рішення, фюрер заявив, що він схвалює все зроблене Кляйстом, але час великих наступальних операцій на Східному фронті, визнаним фахівцем яких є Кляйст, минув. Тепер йому, Гітлеру, потрібні інші командувачі, а саме ті, які мають здатність змусити свої війська оборонятися до останньої можливості. Кляйст скористався цією останньою зустріччю з фюрером, щоб порадити йому укласти мир з Радянським Союзом. Але Гітлер відмахнувся від цієї ради, заявивши у відповідь, що в цьому немає ніякої необхідності, тому що Червона Армія вже повністю виснажила свої сили.
Наступником Кляйста на посаді командувача групою армій «А», яка була перейменована на групу армій «Південна Україна» став затятий нацист генерал-полковник Ф. Шернер, готовий з властивим йому фанатизмом виконувати будь-які накази Гітлера. Вигнаний з армії Кляйст віддалився у свій маєток Вейдельбрюке (Сілезія), де і провів на самоті близько 4 місяців.

### У відставці
Але після замаху на Гітлера 20 липня 1944 самітництво Кляйста було порушено. Він був заарештований гестапо за підозрою в участі в змові проти Гітлера. Підозра нацистського керівництва проти Кляйста була викликано тим, що один з його родичів виявився причетним до змови. Оскільки прямих доказів щодо фельдмаршала у слідства не було, то він був звинувачений в тому, що знав про існування змови, але не повідомив про це владу і, отже, є його співучасником. Але Гітлер вирішив не видавати такого відомого фельдмаршала «народному суду». Після страти фельдмаршала Е. Віцлебена і дуже підозрілої кончини ще 2 фельдмаршалів (Клюге і Роммеля) нацистська верхівка виявилася в скрутному положенні — продовжувати репресії проти військової еліти Рейху або на цьому зупинитися. Перше в умовах триваючої війни загрожувало важко передбачуваними наслідками (бо від німецького народу була прихована справжня причина смерті Клюге і Роммеля — фельдмаршалів, не менш славетних, ніж Кляйст), друга виглядала краще, тим більше що урок любителям всякого роду змов учинений був досить суворий і певною мірою вже досяг своєї мети. Тому Кляйст був звільнений з в'язниці і повернувся в свій маєток.
Наближення фронту до Сілезії змусило його на початку 1945 року перебратися в одне з маленьких сіл у Нижній Баварії, де 25 квітня 1945 він був арештований американськими військами. Відступаючи із Сілезії, син Кляйста підірвав будинок батька, щоб він не дістався більшовикам. Як свідок Кляйст брав участь у засіданнях Міжнародного Нюрнберзького військового трибуналу.
У вересні 1946 року американці видали його Югославії, де в 1948 році Кляйст як військовий злочинець був засуджений до 15 років каторжних робіт. Але вже в 1949 році югослави передали його радянській владі. 21 лютого 1952 Військова колегія Верховного суду СРСР засудила Кляйста за вчинені ним на території Радянського Союзу військові злочини до 25 років тюремного ув'язнення. Навесні 1954 року він був переведений до Владимирської в'язниці, де утримувалися полонені німецькі генерали, також засуджені радянським судом за військові злочини. Звідси Кляйст вперше після свого арешту навесні 1945 року дав знати про себе родичам у ФРН. За офіційною радянською версією німецький фельдмаршал помер у таборі від серцевої недостатності.

### Родина
Дружина фон Кляйста Гізелла Вахтель народила в шлюбі двох синів. Старший син Юрген Йоганнес Евальд фон Кляйст народився в 1917 році й пішов по стопах батька. Під час Другої світової війни він був гауптманом кінноти на Східному фронті. У 1945 потрапив до радянського полону при облозі Бреслау і був звільнений у 1955 році з сибірських таборів. Він помер у 1976 році.
Молодший син фельдмаршала Генріх Крістоф Гуго Едмунд фон Кляйст народився 1921 й під час Другої світової війни також брав участь в боях на Східному фронті, де він став хворим, страждав астмою. Був звільнений з армії у зв'язку з непридатністю до військової служби. Молодший син фон Кляйста помер у 1973.
Його дружина Гізелла померла в Західній Німеччині у 1958.

## Роль Евальда фон Кляйста в історії
Евальд фон Кляйст належав до старшого покоління гітлерівських воєначальників. Насамперед він був прусським генералом старого гарту, прихильником традицій цієї замкнутої і консервативної військової касти, просоченої наскрізь духом мілітаризму і станових забобонів. Кляйст ніколи не приховував своїх промонархічних поглядів і відкрито висловлювався за реставрацію монархії. Негативно ставився з самого початку до нацистського режиму і не поділяв його ідеології, але тим не менше протягом багатьох років продовжував віддано служити йому, поставивши на службу нацистам свій досвід, знання і неабиякі військові здібності. Таке роздвоєння особистості цього прусського аристократа полягало, цілком ймовірно, в тому, що його духовні і життєві принципи (прихильність ортодоксальним догмам прусського юнкерства, пангерманський світогляд, прусський мілітаризм і консерватизм, ворожість до будь-яких проявів демократії тощо) значною мірою знаходили відбиток у проведеній нацистським керівництвом Німеччини політиці.
Разом з тим Кляйст ніколи не йшов на компроміс з нацистами або з кимось ще в принципових для нього питаннях, не відрізнявся, як багато хто з його колег, сліпим послухом Гітлерові, вмів проявити характер і відстоювати свою точку зору, незважаючи ні на що. Його військові здібності і високий професіоналізм ніколи не оскаржувалися навіть Гітлером, хоча той і мав до Кляйста ретельно приховану неприязнь. До певного моменту Кляйст був йому потрібен.
Розлучився з ним фюрер лише тоді, коли через обставини, що склалися, воєначальники типу Кляйста, що мали власний погляд на характер військових дій й способи їх ведення, а також схильні до прояву ініціативи, стали йому більш не потрібні. Їх замінили слухняні виконавці його волі, весь військовий талант яких зводився тільки до одного — стояти, у що б то не стало, утримувати зайняті позиції до останньої можливості.
Будучи людиною твердих принципів, Кляйст не приєднався до антигітлерівської змови, тому що, по-перше, Гітлер був для нього законно обраною головою держави, і Кляйст визнавав цей факт, по-друге, для вихідців з прусського офіцерського корпусу військова присяга була святинею, а Кляйст у 1934 році разом зі всією армією присягнув на вірність Адольфу Гітлеру, по-третє, Кляйст до мозку кісток був прусським солдатом, й тому ні за яких обставин не міг піти на порушення присяги, що в його розумінні уособлювався зі зрадою батьківщині.

### Кляйст як військовий діяч
Як воєначальник Кляйст володів неабияким військовим талантом. Командуючи армійським корпусом, він відзначився під час Польської кампанії 1939 року. Під час Французької 1940 року і Балканської 1941 року кампаній очолювана ним танкова група зробила великий внесок у досягнення перемоги, а сам Кляйст зарекомендував себе талановитим воєначальником. Командуючи танковим об'єднанням, він проявив сміливість, рішучість, розумну ініціативу і високу бойову майстерність. Настільки ж успішно Кляйст діяв й на Східному фронті в 1941–1942 роках, очолюючи танкову групу, а потім танкову армію. Його танкові й моторизовані війська здобули цілий ряд великих перемог на Україну і Північному Кавказі, діючи на вістрі ударів групи армій «Південь», потім групи армій «А». Навіть тимчасова невдача під Ростовом наприкінці 1941 року не поставила під сумнів його бойову репутацію.
Видатні якості великого воєначальника Кляйст виявив і на посту командувача групою армій «А», якою він командував 16 місяців. Попри те, що діяти йому довелося у винятково складних умовах, а його ініціатива обмежувалося частим втручанням Гітлера в питання оперативного керівництва військами, Кляйст не допустив жодного великого оперативного промаху.
Після поразки під Сталінградом німецький Вермахт втратив стратегічну ініціативу на Східному фронті. Спроба перехопити її у Червоної армії під Курськом успіхом не увінчалася. У цих умовах Вермахт змушений був перейти до оборони по всьому фронту, з великими труднощами відбиваючи потужні удари радянських військ. Але на багатьох напрямках відбити їх не вдавалося. В обстановці суцільних невдач, які почали переслідувати німецьку армію з кінця 1942 року, очолювана Кляйстом порівняно невелика група армій «A» зуміла уникнути уготованого їй порочною стратегією Гітлера «нового Сталінграду» на Північному Кавказі, а потім тривалий час успішно стримувала великі сили радянських військ на «Блакитній лінії» (Таманський плацдарм) та «Міус-фронті» (на півдні Україні).
Всі розумні пропозиції Кляйста, спрямовані на поліпшення оперативного становища своїх військ за рахунок залишення якихось районів або ділянок території, утримувати які далі було безглуздо, Гітлером, як правило, відкидалися. Виявлена їм після краху оборони на Південному Бузі ініціатива, спрямована на те, щоб шляхом своєчасного відходу врятувати залишки своїх військ від повного знищення, коштувала йому втрати посади і відставки.
Взаємини Кляйста з підлеглими були рівними, хоча у вимогливості відмовити йому було не можна. Він завжди з великим небажанням розлучався зі своїми старими соратниками, не мав звички звалювати провину на інших, всю відповідальність за допущені його підлеглими промахи і понесені ними невдачі брав на себе. Кляйст користувався популярністю у військах, якими командував, і великою повагою з боку підлеглих генералів і офіцерів. Так, коли Гітлер оголосив про свій намір звільнити Кляйста, то начальник Генерального штабу сухопутних військ генерал-полковник К. Цейтцлер (колишній начальник штабу Кляйста) на знак протесту подав у відставку. Хоча Гітлер тоді і відмовився прийняти її, але вчинок Цейтцлера справив на нього враження, і його остання зустріч з опальним полководцем пройшла досить коректно.
Пройшовши за час свого більш ніж 9-річного перебування в полоні у переможців 27 в'язниць і таборів, генерал-фельдмаршал Кляйст завершив свій життєвий шлях у радянській тюрмі. Він знайшов останній притулок в одній із безіменних могил тюремного кладовища.

## Нагороди
- Залізний Хрест 2-го класу (30 жовтня 1914)
- Залізний Хрест 1-го класу (27 січня 1915)
- Військовий орден «За заслуги» (Баварія) IV ступеня
- Ганзейський Хрест (Гамбург)
- Хрест «За військові заслуги» (Австро-Угорщина) III ступеня з військовою відзнакою
- Орден Святого Йоанна (Бранденбург)
  - почесний лицар (1917)
  - лицар справедливості (1935)
- Хрест «За вислугу років» (Пруссія)
- Почесний хрест ветерана війни з мечами (1934)
- Пряжка до Залізного хреста 2-го класу (17 вересня 1939)
- Пряжка до Залізного хреста 1-го класу (27 вересня 1939)
- Лицарський хрест Залізного хреста № 15 (15 травня 1940)
  - Лицарський хрест Залізного хреста з Дубовим листям № 72 (17 лютого 1942)
  - Лицарський хрест Залізного хреста з Дубовим листям та Мечами № 60 (30 березня 1944)
- Медаль «За зимову кампанію на Сході 1941/42»  (1942)
- Великий Хрест ордена Заслуг (Угорщина) (13 травня 1941)
- Орден Михая Хороброго
  - III ступеня (16 липня 1942)
  - II ступеня (6 жовтня 1942)
  - I ступеня (6 жовтня 1942)
- Командор Савойського військового ордена (30 липня 1942) (Італія)
- Медаль За вислугу років у Вермахті» 4-го, 3-го, 2-го і 1-го класу (за 25 років військової служби) (2 жовтня 1936)
- 10 разів відмічений в доповіді Вермахтберіхт (10 квітня 1941, 13 квітня 1941, 26 серпня 1941, 27 серпня 1941, 11 жовтня 1941, 12 жовтня 1941, 22 листопада 1941, 30 травня 1942, 19 серпня 1943 і 9 жовтня 1943)